# 1933 في كندا
فيما يلي قوائم الأحداث التي وقعت خلال عام 1933 في كندا.

## سياسة

### تعيين في المنصب
- 17 مارس – ليمان داف Chief Justice of Canada [الإنجليزية]‏.
- 22 أغسطس – بيتر لويس ماكدونالد عضو مجلس نواب نوفا سكوشا ‏.
- 22 أغسطس – غوردون سيدني هارينجتون عضو مجلس نواب نوفا سكوشا ‏.

### انتهاء فترة المنصب
- 1 يناير – تشارلز دالتون Lieutenant Governor of Prince Edward Island [الإنجليزية]‏.
- 22 أغسطس – غوردون سيدني هارينجتون عضو مجلس نواب نوفا سكوشا ‏.

## مواليد

### يناير
- 1 يناير – بيل ستيفنسون
- 1 يناير – جو ياموتشي
- 1 يناير – دورين كيمورا نفسانية كندية.
- 1 يناير – روبرت ولز
- 1 يناير – رون آدم لاعب كرة قدم كندي.
- 1 يناير – غوردي ميتشيل
- 1 يناير – فيل أدريان
- 4 يناير – إيرل بلفور لاعب هوكي جليد كندي.
- 7 يناير – آرشي أليني
- 12 يناير – أليكس كامبل سياسي كندي.
- 20 يناير – جون بروفي
- 20 يناير – روبرت آرثر وليامز سياسي كندي.
- 29 يناير – جاك فوتو مقدم تلفزيوني كندي.
- 31 يناير – كاميلي هنري لاعب هوكي جليد كندي.

### فبراير
- 4 فبراير – روس فيتزباتريك سياسي كندي.

### مارس
- 1 مارس – جاك كوريفو
- 3 مارس – لورينزو مورايس سياسي كندي.
- 4 مارس – جيمس جيروم قاضي كندي.
- 9 مارس – هيو فولكنير سياسي كندي.
- 17 مارس – ديك مالوني مغني كندي.
- 19 مارس – ريتشارد وليامز رسام رسوم متحركة كندي بريطاني.
- 22 مارس – دونالد وود سياسي كندي.
- 22 مارس – ريتشارد إيستون ممثل كندي.
- 23 مارس – توماس ر. بيرغر سياسي كندي.
- 25 مارس – جون هندرسون لاعب هوكي جليد كندي.
- 25 مارس – رايموند أ. برايس

### أبريل
- 3 أبريل – بيلي ديا لاعب هوكي جليد كندي.
- 10 أبريل – رون ميرفي لاعب هوكي جليد كندي.
- 19 أبريل – غاري بلايني لاعب هوكي جليد كندي.
- 20 أبريل – جورج روبرتسون ر. ممثل كندي.
- 28 أبريل – كلود إيفانز لاعب هوكي جليد كندي.

### مايو
- 1 مايو – فرانك مارتن لاعب هوكي جليد كندي.
- 2 مايو – راي سير لاعب هوكي جليد كندي.
- 4 مايو – سيث مارتن لاعب هوكي جليد كندي.
- 8 مايو – إد تشادويك لاعب هوكي جليد من الولايات المتحدة الأمريكية.
- 8 مايو – لورني جريناواي سياسي كندي.
- 12 مايو – إتش أرنولد شتاينبرغ رجل أعمال كندي.
- 12 مايو – والتون كوك سياسي كندي.
- 17 مايو – أنتوني شنايدر لاعب هوكي جليد كندي.
- 24 مايو – ماريان إنجل كاتبة كندية.
- 27 مايو – إدوارد إس. روجرز جونيور محامي كندي.
- 30 مايو – هاري سميث لاعب هوكي جليد كندي.

### يونيو
- 3 يونيو – جيم سنكلير سياسي كندي.
- 4 يونيو – روبرت هيكس سياسي كندي.
- 5 يونيو – وليام كاهان
- 6 يونيو – باسل مور اقتصادي كندي.
- 6 يونيو – رالف سلطان سياسي كندي.
- 8 يونيو – جوليس باوتشر سياسي كندي.
- 11 يونيو – إدي لونغ لاعب هوكي جليد كندي.
- 14 يونيو – باركر ماكدونالد لاعب هوكي جليد كندي.
- 17 يونيو – ارمين هيرمان فيزيائي ألماني.
- 20 يونيو – جانين أوليري كوب ناشطة كندية.
- 24 يونيو – بوب كول لاعب كرلنغ كندي.
- 30 يونيو – دون هيد لاعب هوكي جليد كندي.

### يوليو
- 4 يوليو – ويليام إدوارد باين سياسي كندي.
- 5 يوليو – بيل كلارك سياسي كندي.
- 5 يوليو – رون إنغرام لاعب هوكي جليد كندي.
- 13 يوليو – سكوت سيمونز
- 15 يوليو – دوغ كليمنت
- 15 يوليو – هال ويليس مغني كندي.
- 17 يوليو – ميمي هاينز مغنية من الولايات المتحدة الأمريكية.
- 18 يوليو – آر. موراي شيفر ملحن كندي.
- 22 يوليو – دون هايغ منتج أفلام كندي.
- 22 يوليو – هال جونز
- 26 يوليو – موريس بينوا لاعب هوكي جليد كندي.
- 28 يوليو – تشارلي هودج لاعب هوكي جليد كندي.

### أغسطس
- 13 أغسطس – تيد جودوين فنان كندي.
- 14 أغسطس – روبرت هارولد بورتر رجل أعمال وسياسي كندي.
- 23 أغسطس – بيتي لامبرت كاتبة كندية.
- 24 أغسطس – جون ألان لي
- 24 أغسطس – والي ماكسويل لاعب هوكي جليد كندي.
- 26 أغسطس – أوريليان جيل سياسي كندي.

### سبتمبر
- 2 سبتمبر – ليز غيرفيه
- 8 سبتمبر – موريس فوستر سياسي كندي.
- 13 سبتمبر – ويلبر ماكدونالد سياسي كندي.
- 17 سبتمبر – جيمس لوغان لاعب هوكي جليد كندي.
- 19 سبتمبر – غيليس آرشامبو كاتب كندي.
- 22 سبتمبر – دونالد تايلور سياسي كندي.
- 25 سبتمبر – هيو ألان أندرسون سياسي كندي.
- 25 سبتمبر – يان تيسون موسيقي كندي.

### أكتوبر
- 2 أكتوبر – جلان كليج سياسي كندي.
- 2 أكتوبر – والدو فون إريك
- 4 أكتوبر – بادي هورن لاعب هوكي جليد كندي.
- 4 أكتوبر – لورنا راسيل
- 5 أكتوبر – كليف ميخائيل سياسي كندي.
- 6 أكتوبر – بوب غيري لاعب كرة قدم كندي.
- 6 أكتوبر – هوارد شيبارد سياسي كندي.
- 8 أكتوبر – ريج وايتهاوس لاعب كرة قدم كندي.
- 13 أكتوبر – توماس تشارلز دونيلي سياسي كندي.
- 17 أكتوبر – موراي كوكبورن
- 17 أكتوبر – والت أليوت سياسي كندي.
- 28 أكتوبر – فريدريك رايت سياسي كندي.
- 29 أكتوبر – جويس ماكي لاعبة كرلنغ كندية.

### نوفمبر
- 5 نوفمبر – رينيه فونتين سياسي كندي.
- 6 نوفمبر – غارنت ريتشاردسون
- 7 نوفمبر – باتريك ميرفي درّاج طريق كندي.
- 11 نوفمبر – برايان كولين لاعب هوكي جليد كندي.
- 16 نوفمبر – ليونارد مارشان سياسي كندي.
- 19 نوفمبر – فلويد هيلمان لاعب هوكي جليد كندي.
- 22 نوفمبر – إيرين ماكدونالد غطاسة كندية.
- 23 نوفمبر – باول نوكس لاعب هوكي جليد كندي.
- 27 نوفمبر – جاك غوبوت
- 28 نوفمبر – جون روبرتس سياسي كندي.

### ديسمبر
- 9 ديسمبر – مونيك ميلر ممثلة كندية.

## وفيات

### يناير
- 1 يناير – جورج هنت (مواليد 1854) عالم بعلوم الإنسان كندي.
- 3 يناير – جاك بيكفورد (مواليد 1896)
- 22 يناير – بنجامين فيش أوستين (مواليد 1850)

### فبراير
- 22 فبراير – أرشيبالد مكدونالد (مواليد 1849) سياسي كندي.

### مارس
- 2 مارس – فرنسيس الكسندر أنغلين (مواليد 1865)
- 30 مارس – دان أوكونور (مواليد 1864) سياسي كندي.
- 31 مارس – توماس فورتين (مواليد 1853) سياسي كندي.
- 31 مارس – فرانك أوليفر (مواليد 1853) سياسي كندي.

### أبريل
- 3 أبريل – جوزيف جيرارد (مواليد 1853) سياسي كندي.
- 15 أبريل – إي. جاي لينوكس (مواليد 1854) مهندس معماري كندي.
- 17 أبريل – هارييت بروكس (مواليد 1876) فيزيائية كندية.

### مايو
- 1 مايو – ويليام برترام (مواليد 1880)
- 5 مايو – ستيف دان (مواليد 1858)

### يونيو
- 6 يونيو – توماس سكوت ديفيدسون (مواليد 1858) سياسي كندي.
- 27 يونيو – ويليام بيثيون ليندسي (مواليد 1880)

### يوليو
- 2 يوليو – الكسندر روجرز (مواليد 1842) سياسي كندي.

### أغسطس
- 5 أغسطس – جدعون روبرتسون (مواليد 1874) سياسي كندي.
- 7 أغسطس – بيل إروين (مواليد 1859) لاعب كرة قاعدة من الولايات المتحدة الأمريكية.

### سبتمبر
- 5 سبتمبر – إلايزا ريتشي (مواليد 1856)

### أكتوبر
- 10 أكتوبر – جيمس ديفيد ستيوارت (مواليد 1874) سياسي كندي.
- 27 أكتوبر – إيملي ميرفي (مواليد 1868)

### نوفمبر
- 5 نوفمبر – فريدريك جيمس سكينر (مواليد 1867) سياسي كندي.
- 26 نوفمبر – فريدريك ويلينغتون إليوت (مواليد 1873) سياسي كندي.

### ديسمبر
- 1 ديسمبر – جون هنري فيشر (مواليد 1855) سياسي كندي.
- 9 ديسمبر – تشارلز دالتون (مواليد 1850) سياسي كندي.
- 13 ديسمبر – بيتر كريستي (مواليد 1846) سياسي كندي.
- 21 ديسمبر – فرانك ماكونيل (مواليد 1887) منافِس أوليمبي كندي.